# Gösta Berlings Saga (band)
Gösta Berlings Saga is een Zweedse muziekgroep uit de omgeving van Stockholm. De band ontstond in 2004 onder de naam Pelikaan en bracht in 2007 hun eerste muziekalbum uit. De basisbandleden Alexander Skepp en David Lundberg haalden uit inspiratie uit het werk van het duo Hansson & Karlsson uit eind jaren 60, die een kruising speelden tussen jazzrock, psychedelische rock en progressieve rock. De eerste twee muziekalbums, die GBS uitbracht, verschenen op Transubstans Records uit Malmö. In 2018 verkreeg de band een contract bij InsideOut Music, gespecialiseerd in progressieve rock. 
De band is vernoemd naar Gösta Berlings Saga van Selma Lagerlöf. De band draait de jaren na oprichting voornamelijk rond David Lundberg en Alexander Skepp.

## Discografie
- 2007: Tid är ljud
- 2009: Detta har hänt
- 2011: Glue works
- 2016: Sersophane
- 2018: Et ex
- 2020: Artefacts-Live (digitaal livealbum)
- 2020: Konkret musik